# S.O.S. Conspiración Bikini
S.O.S. Conspiración Bikini es una película de acción y aventura mexicana de 1967 escrita y dirigida por René Cardona Jr. y protagonizada por Julio Alemán, Sonia Furió y Sonia Infante. Esta película es la primera parte de una duología centrada en el personaje de Alex Dinamo, el «James Bond mexicano», seguida por Peligro... Mujeres en acción (1969).

## Argumento
El Servicio de Organización Secreta (S.O.S.) es un sindicato del crimen internacional compuesto exclusivamente por agentes femeninas que operan protegidas por su exuberante belleza bajo el disfraz de una agencia de modelos de moda dirigida por Madame Bristol (Sonia Furió). Mientras tanto, el Servicio Internacional es el servicio secreto gubernamental dedicado a poner fin a las acciones del S.O.S. Una agente se ha infiltrado en el S.O.S., pero está en peligro después de enviar un mensaje codificado a su inspector supervisor. Como resultado, el Servicio Internacional envía a su mejor agente, Alex Dinamo (Julio Alemán), junto con la agente Adriana (Sonia Infante), para ayudar a la agente encubierta.

## Reparto
- Julio Alemán como Alex Dinamo.
- Sonia Infante como Adriana.
- Sonia Furió como Madame Bristol.
- Roberto Cañedo como Inspector del Servicio Internacional.
- Maura Monti como Lucrecia.
- Noé Murayama como Uli, asistente de Bristol.
- Grace Polit como Agente encubierta en el S.O.S.
- Carlos Agostí como Luigi, asistente de Bristol.
- Isela Vega como Directora de escena del S.O.S.
- Lorraine Chanel como Madame Rapière.
- Liza Castro como Asistente de Bristol.
- Juan Garza
- Lucho Gálvez
- Jorge Fegan

## Producción y lanzamiento
La película fue filmada en Ecuador, una de varias producciones cinematográficas mexicanas que se filmaron en el país en la década de 1960.
La película se estrenó en México el 3 de agosto de 1967, en los cines Roble y Carrusel, durante dos semanas.

## Recepción
Héctor Trejo Sánchez en Pinceladas de cine mexicano. La cultura popular mexicana retratada por el séptimo arte escribió positivamente sobre S.O.S. Conspiración Bikini y Peligro ... Mujeres en acción, en particular sobre esta última, diciendo que el personaje de Alex Dinamo era el personaje más relevante del cine de espías mexicano, y que logró darle a James Bond «un rostro latino» y «un espíritu latinoamericano». En Breve historia del cine mexicano: primer siglo, 1897-1997, Emilio García Riera, por el otro lado, fue menos entusiasta, al citar a la película como ejemplo, junto con El asesino se embarca (1967) y Cuatro contra el crimen (1968), de películas mexicanas realizadas en la década de 1960 que buscaban sacar provecho del éxito de las películas de James Bond, refiriéndose a ellas como ejemplos del «"jamesbondismo" subdesarrollado».